# Rochester (Minnesota)
Rochester – miasto w Stanach Zjednoczonych, w południowo-wschodniej części stanu Minnesota. Około 97,8 tys. mieszkańców - trzecie pod względem ludności miasto stanu.
W mieście rozwinął się przemysł spożywczy, metalowy, elektroniczny oraz elektrotechniczny.